# Shoshoni
Shoshoni és una població dels Estats Units a l'estat de Wyoming. Segons el cens del 2000 tenia 635 habitants.

## Demografia
Segons el cens del 2000, Shoshoni tenia 635 habitants, 246 habitatges, i 171 famílies. La densitat de població era de 74,1 habitants/km².
Dels 246 habitatges en un 37% hi vivien nens de menys de 18 anys, en un 54,5% hi vivien parelles casades, en un 11,8% dones solteres, i en un 30,1% no eren unitats familiars. En el 27,2% dels habitatges hi vivien persones soles el 12,6% de les quals corresponia a persones de 65 anys o més que vivien soles. El nombre mitjà de persones vivint en cada habitatge era de 2,58 i el nombre mitjà de persones que vivien en cada família era de 3,14.
Per edats la població es repartia de la següent manera: un 30,4% tenia menys de 18 anys, un 7,9% entre 18 i 24, un 24,1% entre 25 i 44, un 21,3% de 45 a 60 i un 16,4% 65 anys o més.
L'edat mediana era de 37 anys. Per cada 100 dones de 18 o més anys hi havia 97,3 homes.
La renda mediana per habitatge era de 31.250 $ i la renda mediana per família de 37.045 $. Els homes tenien una renda mediana de 31.875 $ mentre que les dones 14.479 $. La renda per capita de la població era de 12.584 $. Entorn del 7,1% de les famílies i el 8,3% de la població estaven per davall del llindar de pobresa.

## Poblacions més properes
El següent diagrama mostra les poblacions més properes.